# Estación Gobernador Crespo
Gobernador Crespo es una estación de ferrocarril ubicada en la localidad de Gobernador Crespo, Departamento San Justo, provincia de Santa Fe, Argentina.
La estación fue habilitada en 1889 por el Ferrocarril Provincial de Santa Fe.

## Servicios
Era una de las estaciones intermedias del Ramal F del Ferrocarril General Belgrano.